# Peleteria regalis
Peleteria regalis là một loài ruồi trong họ Tachinidae.